# Roy Chapman Andrews
Roy Chapman Andrews (født 26. januar 1884, død 11. marts 1960) var en amerikansk opdagelsesrejsende, eventyrer og naturforsker, der blev direktør for American Museum of Natural History. Han er kendt for at lede en række ekspeditioner gennem Kina i begyndelsen af det 20. århundrede til Gobi-ørkenen og Mongoliet. Ekspeditionerne gjorde vigtige opdagelser og bragte de første kendte fossile dinosauræg til museet. Hans populære skrifter om hans eventyr gjorde ham berømt.

## Tidligt liv og uddannelse
Andrews blev født den 26. januar 1884 i Beloit i Wisconsin. Som barn udforskede han skove, marker og farvande i nærheden og lærte våbenbrug. Han lærte sig selv taksidermi og brugte midler fra denne hobby til at betale undervisning på Beloit College. Efter endt uddannelse ansøgte Andrews om arbejde på American Museum of Natural History i New York City. Efter at have fået at vide at der ikke var ledige stillinger på hans niveau, accepterede Andrews et job som pedel i taksidermiafdelingen og begyndte at indsamle prøver til museet. I løbet af de næste år arbejdede og studerede han samtidigt og fik en Master of Arts-grad i pattedyr fra Columbia University. Andrews blev medlem af The Explorers Club i New York i 1908, fire år efter selskabets grundlæggelse.

## Karriere
Fra 1909 til 1910 sejlede Andrews på USS Albatross til Ostindien. Han indsamlede slanger og firben og observerede havpattedyr.
I 1913 sejlede han ombord på skonnerten Adventuress med ejeren John Borden til Arktis. De håbede på at få et eksemplar af grønlandshval til American Museum of Natural History. På ekspeditionen filmede han nogle af de bedste optagelser af sæler, der nogensinde var set, men det lykkedes ikke at få en grønlandshval.
Han blev gift med Yvette Borup i 1914. Fra 1916 til 1917 ledede Andrews og hans kone museets asiatiske zoologiske ekspedition gennem store dele af det vestlige og sydlige Yunnan, såvel som andre provinser i Kina. Bogen Camps and Trails in China beskriver deres oplevelser.
I 1920 begyndte Andrews at planlægge ekspeditioner til Mongoliet og kørte en karavane af Dodge-biler mod vest fra Peking. I 1922 opdagede ekspeditioner et fossil af Indricotherium (dengang kaldet "Baluchitherium"), en gigantisk hornløs næsehorn, som blev sendt tilbage til museet hvortil det ankom den 19. december. Den fossile art Andrewsarchus blev opkaldt efter ham.
Andrews var sammen med Henry Fairfield Osborn en fortaler for out of Asia-teorien om menneskehedens oprindelse og førte flere ekspeditioner til Asien fra 1922 til 1928 kendt som de centralasiatiske ekspeditioner for at søge efter spor fra de tidligste mennesker i Asien. Ekspeditionerne fandt ikke menneskelige rester. Andrews og hans hold gjorde imidlertid mange andre fund, herunder dinosaurknogler og fossile pattedyr og især de første reder med af dinosauræg, der nogensinde er opdaget (se nedenfor). Andrews beretning om disse ekspeditioner findes i hans bog The New Conquest of Central Asia. 
I sit forord til Andrews bog fra 1926  On the Trail of the Ancient Man forudsagde Henry Fairfield Osborn at moderne menneskers arnested ville blive fundet i Asien.
Den 13. juli 1923 opdagede ekspeditionen som de første i verden æg af dinosaurer. De blev antaget at være æg fra en ceratopsia, Protoceratops , men blev i stedet i 1995 bestemt at være fra theropoden Oviraptor. På den samme ekspedition opdagede Walter W. Granger et kranium fra Kridt tidsalderen. I 1925 sendte museet et brev tilbage, der informerede ekspeditionen om at kraniet var fra et pattedyr og derfor endnu mere sjældent og værdifuldt. Flere blev fundet. Ekspeditioner i området stoppede i 1926 og 1927. I 1928 blev ekspeditionens fund beslaglagt af kinesiske myndigheder, men de blev senere returneret. Ekspeditionen i 1929 blev aflyst. I 1930 foretog Andrews en sidste tur og opdagede nogle mastodontfossiler. Kinematografen James B. Shackelford lavede optagelser af mange af Andrews ekspeditioner.
Senere samme år vendte Andrews tilbage til USA. Han blev skilt sin kone med hvem han havde to sønner. Han giftede sig med sin anden kone, Wilhelmina Christmas, i 1935.
I 1927 blev Andrews udnævnt til ærespejder i Boy Scouts of America Andrews til ærespejder, en kategori af spejdere der var blevet oprettet samme år som blev givet til "amerikanske borgere hvis præstationer inden for udendørsaktivitet, udforskning og værdigt eventyr er af en så usædvanlig karakter at det fanger drenges fantasi ...".
Andrews var formand for The Explorers Club fra 1931 til 1934. I 1934 blev han direktør for Natural History Museum. I sin bog The Business of Exploring fra 1935 skrev han "Jeg blev født til at være opdagelsesrejsende ... Der var aldrig nogen valg. Jeg kunne ikke gøre andet og være glad." I 1942 trak Andrews sig tilbage og flyttede til North Colebrook i Connecticut hvor han og Wilhelmina boede på en landejendom på 65 hektar. Der skrev han de fleste af sine bøger om sit liv og sine eventyr. I slutningen af 1950'erne flyttede han til Carmel valley i Californien.
Han døde den 11. marts 1960 af hjertesvigt på Peninsula Community Hospital i Carmel. Han er begravet på Oakwood Cemetery i sin hjemby Beloit.

## Forbindelse til karakteren "Indiana Jones"
Douglas Preston fra American Museum of Natural History har skrevet: "Andrews er blevet kaldt den person som filmkarakteren af Indiana Jones blev modelleret efter. Imidlertid har hverken George Lucas eller de andre skabere af filmene bekræftet dette. Andre kandidater er blevet foreslået, herunder oberst Percy Fawcett.
En analyse fra Smithsonian Channel konkluderer at forbindelsen var indirekte, idet Andrews (og andre opdagelsesrejsende) tjente som model for helte i eventyrfilm fra 1940'erne og 1950'erne som igen inspirerede Lucas og hans medforfattere.